# Азизли, Рашад Фаик оглы
Рашад Фаик оглы Азизли (азерб. Əzizli Rəşad Faiq oğlu; 1 января 1994, Баку, Азербайджан) — азербайджанский футболист, вратарь клуба «Сумгаит».

## Биография
Рашад Азизов родился 1 января 1994 года в столице Азербайджана, городе Баку. Родом из города Баку. 5 февраля 2010 года сменил фамилию на Азизли, получив новое удостоверение личности.
Футболом начал заниматься с 12 лет. Первым наставником был футбольный специалист Адиль Махмудов. В дальнейшем, будучи в клубе «Нефтчи» Баку, тренировался под руководством Ислама Керимова и своего отца Фаика Азизова, а в клубе «Интер» Баку — наставниками были Роман Джафаров, а с 2009 года Эльшад Ахмедов. В составе закатальского «Симурга» работает под руководством тренера вратарей Эмиля Балаева.

## Клубная карьера
В 2011 году Рашад Азизли подписал трехлетний контракт с бакинским «Нефтчи», откуда в июле 2013 года, на правах аренды перешёл в клуб азербайджанской премьер-лиги «Симург», из города Закаталы. Контракт с Закатальским клубом был подписан сроком на один год. Выступает в клубе под № 94.
27 сентября 2024 года он подписал контракт с «Сумгаитом» до конца сезона.

## Лига Европы УЕФА
Будучи игроком ФК «Нефтчи», Азизли попал в заявочный лист бакинцев, поданный в УЕФА для участия в групповом этапе Лиги Европы УЕФА в сезоне 2012/13 годов.

## Сборная Азербайджана

### До 17 лет
Дебютный матч за юношескую сборную Азербайджана до 17 лет состоялся 22 октября 2010 года в отборочном матче Чемпионата Европы среди юношей до 17 лет между сборными Португалии и Азербайджана.

### До 19 лет
Защищал цвета юношеской сборной Азербайджана до 19 лет.

### Молодёжная сборная
В марте 2013 года Азизли был вызван в состав молодёжной сборной Азербайджана для прохождения 13-дневных учебно-тренировочных сборов, которые начались 15 марта, и в рамках которого сборная провела три товарищеских матча.
Принимал участие на учебно-тренировочных сборах, которые прошли со 2 по 4 сентября в Баку и с 5 по 9 сентября в Тель-Авиве (Израиль).

### Национальная сборная
В декабре 2012 года Рашад Азизли был вызван на селекционные сборы главным тренером Берти Фогтсом. В январе 2018 вызывался на две товарищеских игры.